# Kaszuby (województwo lubelskie)
Kaszuby – wieś w Polsce, położona w województwie lubelskim, w powiecie krasnostawskim, w gminie Rudnik.
W latach 1975–1998 wieś administracyjnie należała do województwa zamojskiego.
Wieś stanowi sołectwo gminy Rudnik. Według Narodowego Spisu Powszechnego (III 2011 r.) wieś liczyła 111 mieszkańców.

## Części wsi
| SIMC    | Nazwa   | Rodzaj    |
| ------- | ------- | --------- |
| 1026705 | Serafin | część wsi |

## Historia
Według B.Czopek – Nazwy miejscowe dawnej Ziemi Chełmskiej i Bełskiej, wieś notowana w XV wieku. W roku 1497 nazywana de Kuszabcz, Kuszabi w roku 1564,  w formie brzmiącej Kaszuby wymieniane są w roku 1882 w Słowniku geograficznym Królestwa Polskiego.